# Meesterwerk

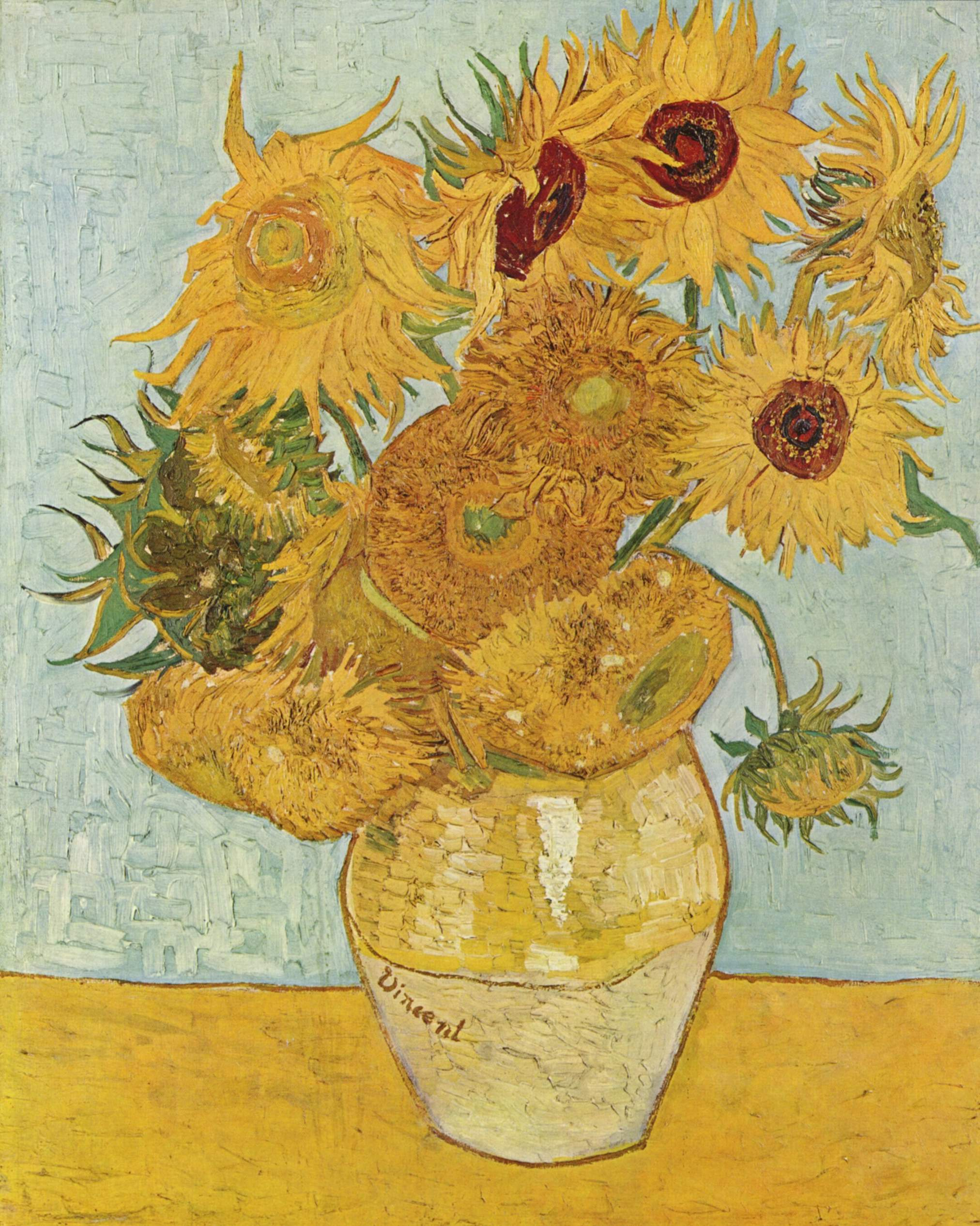
Zonnebloemen, van Vincent van Gogh, Neue Pinakothek

Mona Lisa, Leonardo da Vinci, Louvre

De Nachtwacht, Rembrandt van Rijn, Rijksmuseum Amsterdam

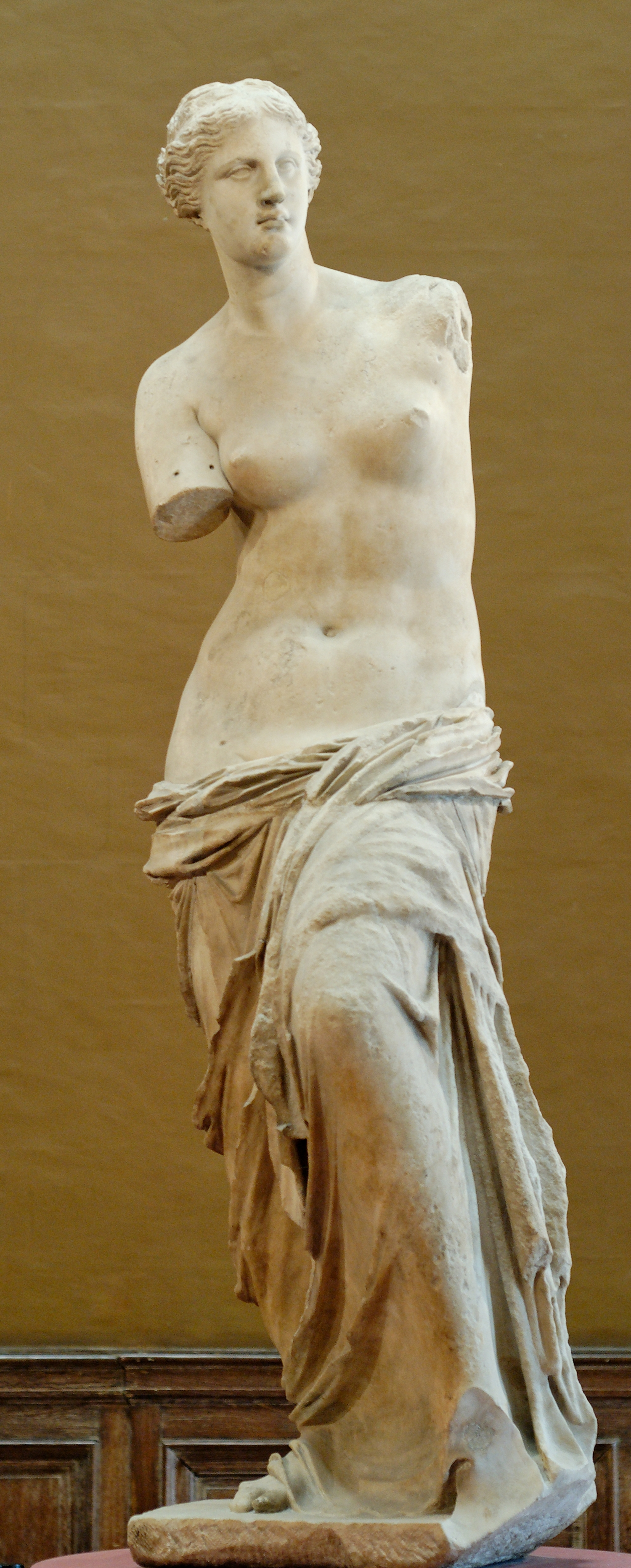
Venus van Milo, in het Louvre

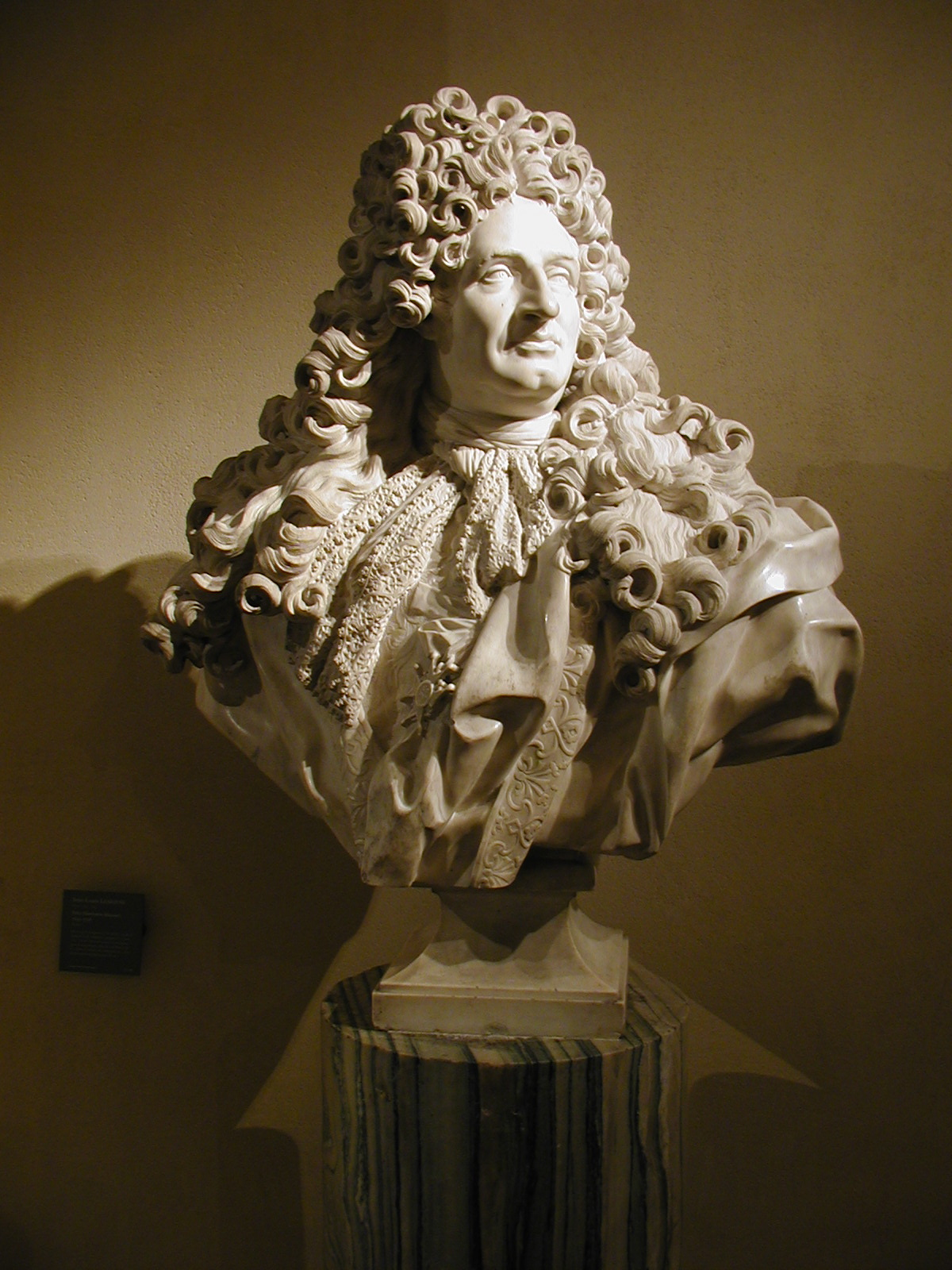
Jules Hardouin Mansart

Een meesterwerk, ook wel meesterstuk genoemd, is een benaming voor een artistiek kunstwerk dat volgens kunstbeschouwers voldoet aan bepaalde eisen. Een van de belangrijkste criteria is de 'stijlzuiverheid'. Binnen de beeldende kunst worden de belangrijkste meesterwerken ook wel 'topstukken' genoemd. Ook het beste werk dat een kunstenaar in de loop van zijn leven heeft gemaakt wordt zijn 'meesterwerk' genoemd.

## Criteria
Een meesterwerk werd vroeger gemaakt door iemand die binnen het systeem van gilden een meester hoopte te worden. De gezel moest om zijn meesterschap te bewijzen een meesterproef vervaardigen die beoordeeld werd door de andere meesters van het gilde. Met dit werk moest hij zijn vaardigheid en kunde bewijzen. Nadien had hij recht op de titel Meester en kon hij zelf leerlingen en gezellen opleiden. Veel van deze werken werden gemaakt naar een bepaalde eis en resulteerden in een werk met een eigentijdse stijl, die in de mode was. Door deze eigenschappen kunnen we werken toeschrijven aan een bepaalde meester. Later werd de benaming in overdrachtelijke zin gebruikt voor een uitzonderlijke prestatie van een kunstenaar. Een meesterwerk wordt soms aangeduid met de Franse uitdrukking: Chef d'Oeuvre en ook wel met de Latijnse benaming 'magnum opus'.
Vandaag de dag worden deze werken erkend vanwege hun stijlzuiverheid. Ze vormen een standaardvoorbeeld van een welbepaalde stijl of techniek. De Mona Lisa is een typerend voorbeeld van sfumato en Michelangelo's David is een voorbeeld van overtuigende figuratieve beeldhouwkunst. Meesterwerken worden veel gereproduceerd en genieten daardoor grote bekendheid. De werken en hun grondideeën worden gebruikt in reclame-uitingen en publiciteitsstunts. Een voorbeeld is De Schreeuw van Edvard Munch uit 1893. Veel mensen leren de kunstenaars kennen en appreciëren dankzij zijn meesterwerk.
Een meesterwerk kan ontstaan als de intentie van de kunstenaar samenvalt met zijn vermogen dit uit te drukken. De reputatie van een kunstwerk ontstaat vaak subjectief, dit wil zeggen: na generaties zal men het werk erkennen als uniek en uitmuntend, dan pas wordt het een klassiek meesterwerk genoemd. Vaak zijn verscheidene critici en experts het erover eens voordat het een klassiek meesterwerk genoemd kan worden. Vaak maakt het werk de reputatie van de artiest. Veel mensen ervaren een bepaalde emotie bij deze werken die tijdloos is, echte meesterwerken roepen bij iedereen wel iets op, ze laten weinigen onberoerd. Maar uiteindelijk blijft de waardering ervoor een kwestie van persoonlijke smaak.
Sommige van deze meesterwerken zijn een symbool geworden binnen de westerse cultuur en zijn overal te herkennen: zo legt bijna iedereen de link met het militant communisme bij de bekende foto van Che Guevara. Meestal gaat de symbolische reikwijdte van zo een meesterwerk verder dan de materiële waarde, vandaar dat meesterwerken soms een doelwit worden van terreur, zoals de diefstal van delen van het Lam Gods.
Meesterwerken kunnen gepersifleerd worden en vaak versterkt deze bewerking de symboolwaarde van het origineel. Een bekend voorbeeld is "L.H.O.O.Q" (elle a chaud au cul) van Marcel Duchamp; dit is een typisch voorbeeld van een aangepaste readymade. Musea worden vaak bekend dankzij de meesterwerken die zij bezitten; grote musea met collecties klassieke meesterwerken zijn bekender dan regionale musea met topstukken van zogenaamde 'kleine meesters'.

## Waardering
Een erkend meesterwerk heeft altijd een hoge waarde, maar deze is vaak grotendeels immaterieel. Sommige werken kunnen niet verzekerd worden omdat hun symbolische waarde vele keren groter is dan hun materiële waarde. Wel zijn er richtprijzen die men toewijst aan de hand van prijzen op de kunstmarkt. Veilingprijzen voor klassieke meesterwerken zijn vaak zeer hoog.
Sommige werken kunnen niet op de markt komen juist door van hun grote symbolische functie. Bijvoorbeeld de Mona Lisa is het symbool van westerse kunst, en dit symbool zal nooit in de salon van verzamelaar X of Y hangen. Sommige criminele verzamelaars laten werken stelen in opdracht, aangezien ze nooit op de markt zullen komen. Dit laatste is onder andere het geval met de Schreeuw van Edvard Munch. Het doek werd ontvreemd uit een museum, maar kon niet verkocht worden omdat het te bekend is. Ook de "Rechtvaardige Rechters" ondergingen hetzelfde lot, na de "Stoutmoedige Diefte". Tot nu toe blijft dit paneel van het Lam Gods nog steeds onvindbaar.

## Bekende meesterwerken uit de westerse kunst
Hieronder worden slechts enkele voorbeelden gegeven van werken die als meesterwerken beschouwd kunnen worden.

### Schilderkunst
- De Nachtwacht van Rembrandt van Rijn
- Mona Lisa van Leonardo da Vinci
- Zonnebloemen van Vincent van Gogh
- De Intocht van Christus te Brussel van James Ensor
- Waterlelies van Claude Monet
- Guernica en Les Demoiselles d'Avignon van Pablo Picasso
- De Kruisafneming van Peter Paul Rubens
- Het Lam Gods van Jan Van Eyck

### Beeldhouwkunst
- Venus van Milo
- Vrijheidsbeeld
- Buste van Jules Hardouin-Mansart
- De Sacramentstoren van Cornelis Floris de Vriendt
- Christus de Verlosser in Rio de Janeiro

### Architectuur
- De Eiffeltoren
- Het Kasteel van Versailles
- De Sint-Pietersbasiliek te Rome
- De Onze-Lieve-Vrouwekathedraal te Antwerpen

### Westerse klassieke muziek
- Miserere van Gregorio Allegri
- De Matthäus Passion en Die Kunst der Fuge van Bach
- Negende Symfonie van Beethoven
- De Hongaarse dansen van Brahms
- L'Ascension van Messiaen
- L'Orfeo, een opera van Monteverdi
- Canon in D van Pachelbel
- De vier jaargetijden van Vivaldi

### Bekende collecties
- Hermitage in Sint-Petersburg
- Louvre in Parijs
- Museo Nacional Centro de Arte Reina Sofía in Madrid
- Museum of Modern Art in New York
- National Gallery in Londen
- Rijksmuseum Amsterdam in Amsterdam
- Uffizi in Florence